# 리이전 (1997년)
리이전(중국어 간체자: 李奕臻, 병음: Lî Yìzhēn, 한자음: 이혁진, 1997년 8월 14일 ~ )은 중국의 배우이다.